# مراهقون ومراهقات (فلم)
مراهقون ومراهقات فيلم دراما مصري للمخرج أحمد يحيى عام 1991 وكتب القصة والسيناريو والحوار المؤلف والكاتب المسرحي عصام الجمبلاطي. الفيلم من بطولة إلهام شاهين، عايدة رياض، سلوى خطاب، مصطفى كريم، وائل نور، وحنان شوقي  وتدور الأحداث حول الفتيات الأربع بديعة ونوال وسهام وماجدة وزمالتهم بالدراسة وما يحدث من ضغوط الحياة وتفسخ العلاقات مما يضع الفتيات الأربع في اختبارات حياتية يصعب فيها أحياناً سلوك الطريق القويم.
صدر الفيلم إلى دور العرض المصرية في 14 نوفمبر 1991.
منح موقع قاعدة بيانات الأفلام العربية "السينما.كوم" الفيلم درجة 5.2/ 10.

## طاقم التمثيل
إلهام شاهين: في دور سهام
عايدة رياض: في دور بديعة
سلوى خطاب: في دور نوال
حنان شوقي: في دور ماجدة
مصطفى كريم: في دور وائل (حبيب سهام)
وائل نور: في دور وليد (حبيب ماجدة وبطل السباحة)
أيمن شاهين: في دور شقيق سهام (المتعطل عن العمل)
حاتم ذو الفقار: في دور صلاح (أخصائى العلاج الطبيعى)
صلاح نظمي: في دور مصطفى زكي (المحامي والد ماجدة)
نجوى فؤاد: في دور إلهام (صاحبة بوتيك ملابس ومهربة ألماس)
توفيق الكردي: في دور رجل السيارة
مفيد عاشور: في دور ممثل النيابة
عزت عبد الجواد: في دور مدبولي
عادل حسني: في دور القاضي
فوزي الشرقاوي: في دور والد وائل
عواطف تكلا: في دور أم بديعة
أحمد أبو عبية: في دور والد سهام
ثريا عز الدين: في دور عمة نوال
عثمان عبد المنعم: في دور زوج سهام (الثري المسن)
عصمت محمود: في دور والدة سهام
ميرال: في دور شريفة
بالاشتراك مع: أشرف زكي – يوسف فوزي – مصطفى الشامي – جيهان نصر.
قام بدور القاضي الدكتور عادل حسني صاحب شركة "سفنكس فيلم للإنتاج والتوزيع" وزوج الممثلة بطلة الفيلم "إلهام شاهين"، خلال تصوير الفيلم، وتم انفصالهما بعد زواج استمر أكثر من عامين.

## أحداث الفيلم
ترتبط الأربع فتيات: بديعة ونوال وسهام وماجدة بزمالة الدراسة في المدرسة والجامعة ولكل منهم قصة. ماجده (حنان شوقي) ذات المستوى الاجتماعى المميز وإبنة المحامي المعروف مصطفى زكي (صلاح نظمي) المشغول دائما بقضاياه عمها. بديعة (عايدة رياض) المصابة بشلل أطفال وتعيش مع والدتها (عواطف تكلا) وزوج والدتها مدبولي (عزت عبد الجواد) الذي يستولى على راتب بديعة المتواضع ويعاملها بقسوة مفرطة. نوال (سلوى خطاب) تعيش مع عمتها (ثريا عز الدين) وتعمل في بوتيك مدام إلهام (نجوى فؤاد) التي تعمل بتهريب الألماس، كما توزع الماكس فورت على المدمنين. سهام (إلهام شاهين) تعيش مع والدتها (عصمت محمود) ووالدها (أحمد أبو عبية) وخمسة إخوة وتحب زميلها وائل (مصطفى كريم) المسافر والده (فوزي الشرقاوي) في الخارج ويرسل له المال الذي ينفقه على الإدمان.
تتعرف بديعة على أخصائي العلاج الطبيعي صلاح (حاتم ذو الفقار) الذي يقودها إلى إدمان الهيروين، كما يستخدمها في سرقة أصحاب السيارات طالبي المتعة كما يستغل غيرها من الفتيات. تطالب سهام حبيبها وائل بالتقدم لها يتهرب منها ويزوجها والدها للثري المسن (عثمان عبد المنعم) العاجز جنسيا فتبتزه سهام بشراء الكثير من الملابس من بوتيك ريهام ثم تعيدها للبوتيك وتسترد ثمنها، وتنفق على عائلتها وخصوصا أخيها المتعطل عن العمل (أيمن شاهين) الذي يبتزها، كما أنها تشترك مع ريهام في تهريب الألماس من بلجيكا. تعيش ماجدة، بطلة الجمهورية في السباحه، قصة حب مع وليد (وائل نور) بطل السباحة والمعيد بالجامعة، بينما تلتقي سهام مع حبيبها السابق وائل وتحاول أن تنتقم منه بعد علمها بانه مدمن وتأمره بترك خطيبته مقابل العودة إليه، وعندما يمدها بالمال تتخلى عنه. يستولى وائل على المال الذي أرسله والده لتجرى والدته عملية جراحية وتكون النتيجة هي موت الأم. تقيم ريهام وسهام حفل عيد ميلاد نوال لكي يدعون ماجده لترى ترف الحياة الذي أصبحت فيه سهام. يتعرف وائل على صلاح ويتصادقا كمدمنين ويدفع صلاح وائل ليشترك معه في سرقة سلاسل الفتيات في الطريق لكي يحصلوا على مصاريف الإدمان ولكن يتم القبض عليهم ومعهم بديعة. تلجأ ماجده لصديقتها نوال لمساعدتها في مشكله حدوث دورتها الشهرية في نفس وقت بطولة الجمهورية للسباحة فتنصحها بأخذ حقن مقويات من عند ريهام، والحقيقة أن الحقن هي مادة "ماكس فورت" المخدره مما يصيبها بالإدمان. وتبدأ ريهام مساومتها على الحقن مقابل تهريب الألماس في رحلاتها للخارج أثناء البطولات وتضطر ماجدة للرضوخ لرغباتهم بعد إدمانها وفي إحدى المرات تأخذ جرعة زائده تودي بحياتها فيضعوها فى سيارتها مع بعض السرنجات وحقن الماكس ولكن الشرطة تصل للحقيقة ويتم القبض عليهم جميعا.

## وصلات خارجية
- مراهقون ومراهقات على موقع الدهليز
- مراهقون ومراهقات على موقع قاعدة بيانات الأفلام العربية
- مراهقون ومراهقات على موقع الدهليز
- مراهقون ومراهقات على موقع كاروهات